# Zell am Ziller

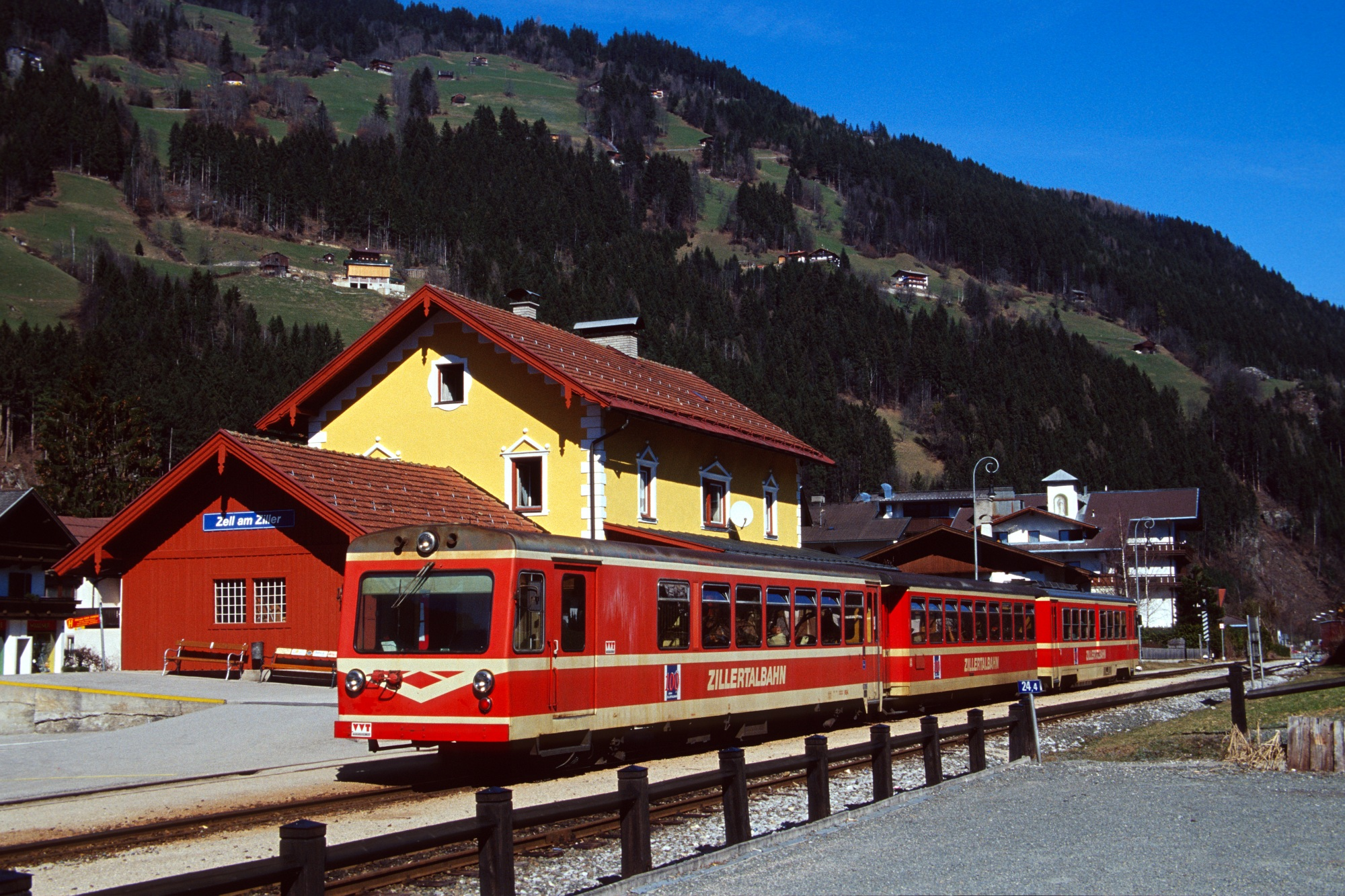
Zell am Ziller vasútállomása

Zell am Ziller település Ausztriában, Tirolban a Schwazi járásban található. Területe 2,4 km², lakosainak száma 1 768 fő, népsűrűsége pedig 740 fő/km² (2014. január 1-jén). A település 575 méteres tengerszint feletti magasságban helyezkedik el.

## Népesség
| Lakosok száma | 845  | 969  | 1153 | 1865 | 1871 | 1824 | 1745 | 1768 | 1738 | 1657 |
|               | 1869 | 1910 | 1939 | 1981 | 2003 | 2006 | 2010 | 2014 | 2017 | 2021 |

## Közlekedés
A település a Ziller patak völgyében helyezkedik el, a völgyben fut a Zillertalbahn nevű keskeny nyomtávolságú vasútvonal, melyen félóránként közlekednek a szerelvények Mayrhofen és Jenbach irányába. Autóval a Zillertalstraße (B 169) szövetségi úton közelíthető meg.

## Fordítás
- Ez a szócikk részben vagy egészben  a   Zell am Ziller című angol Wikipédia-szócikk ezen változatának fordításán alapul.  Az eredeti cikk szerkesztőit annak laptörténete sorolja fel. Ez a jelzés csupán a megfogalmazás eredetét és a szerzői jogokat jelzi, nem szolgál a cikkben szereplő információk forrásmegjelöléseként.